# Cyclura rileyi ssp. nuchalis
Cyclura rileyi ssp. nuchalis је гмизавац из реда Squamata и фамилије Iguanidae. 

## Угроженост
Ова врста се сматра угроженом.

## Распрострањење
Врста је присутна на Бахамским острвима.